# Haeundae LCT The Sharp Landmark Tower
Haeundae LCT The Sharp Landmark Tower je obytný mrakodrap měřící 331 metrů ve městě Pusan v Jižní Koreji. Tvoří jej tři věže. Byl postaven v roce 2019.